# Kistokaj
Kistokaj ist eine ungarische Gemeinde im Kreis Miskolc im Komitat Borsod-Abaúj-Zemplén.

## Geografische Lage
Kistokaj liegt in Nordungarn an dem Fluss Hejő, fünf Kilometer südlich der Kreisstadt und des Komitatssitzes Miskolc. Nachbargemeinden sind Mályi in drei Kilometer, Szirma in fünf Kilometer und Sajópetri in fünf Kilometer Entfernung.

## Geschichte
Im Jahr 1913 gab es in der damaligen Kleingemeinde 142 Häuser und 704 Einwohner auf einer Fläche von 1702 Katastraljochen. Sie gehörte zu dieser Zeit zum Bezirk Miskolcz im Komitat Borsod.

## Söhne und Töchter der Gemeinde
- László Ungvárnémeti Tóth (1788–1820), Dichter

## Sehenswürdigkeiten
- Büste von Sándor Petőfi, erschaffen von András Tokár
- Methodistische Kirche
- Reformierte Kirche, erbaut 1811–1812 im spätbarocken Stil
- Römisch-katholische Kapelle Magyarok Nagyasszonya

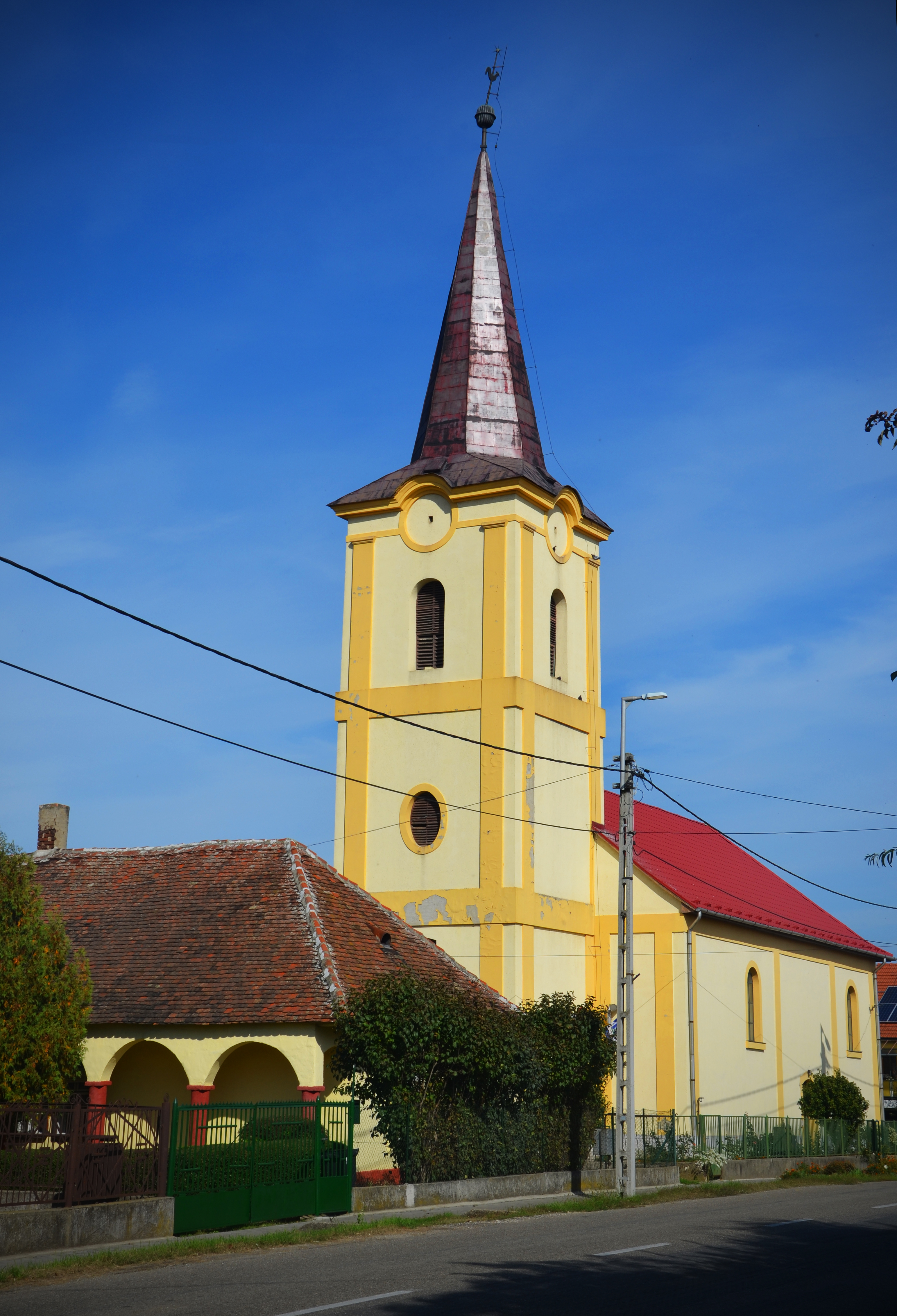
Reformierte Kirche
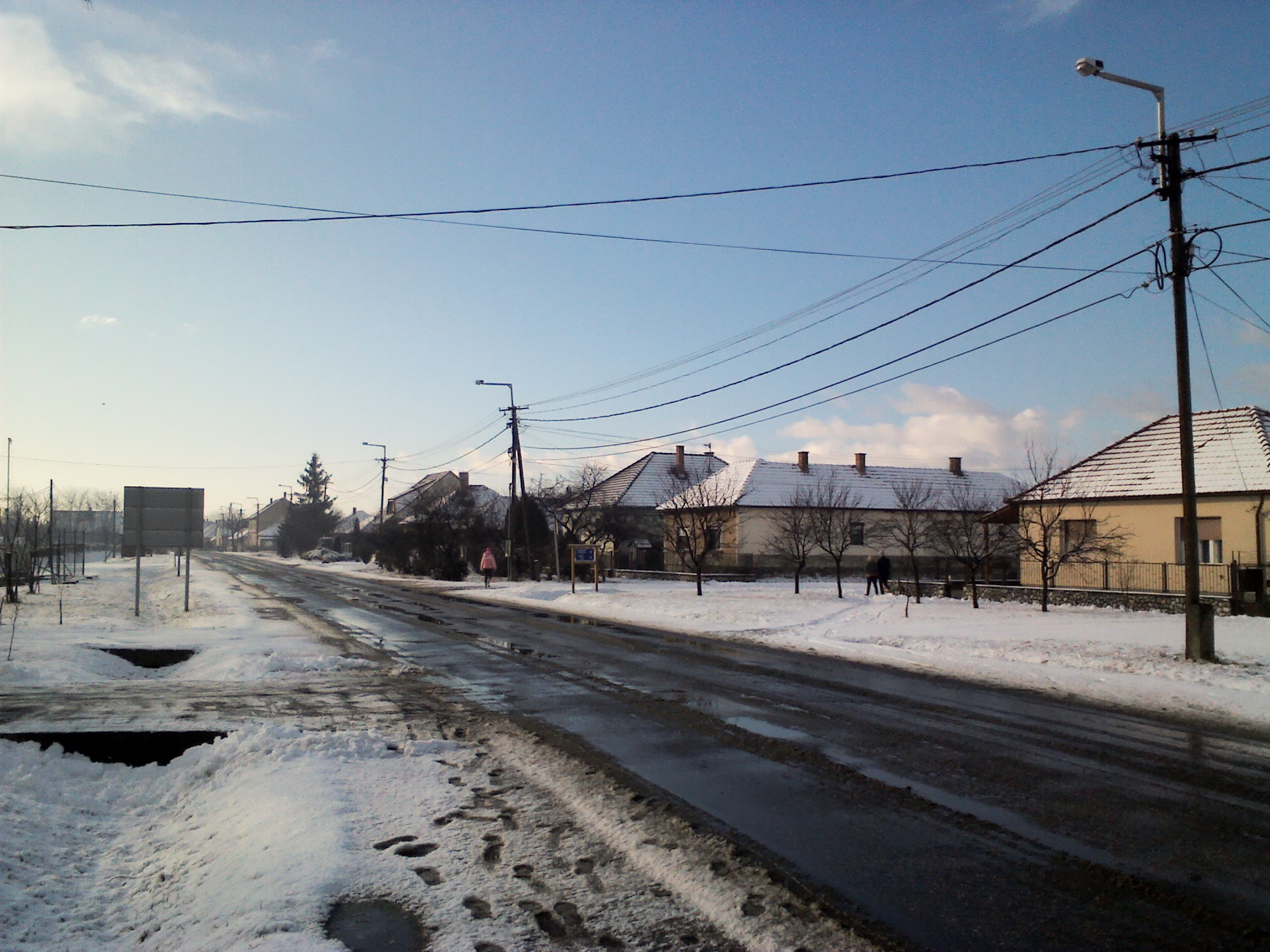
Széchenyi István utca
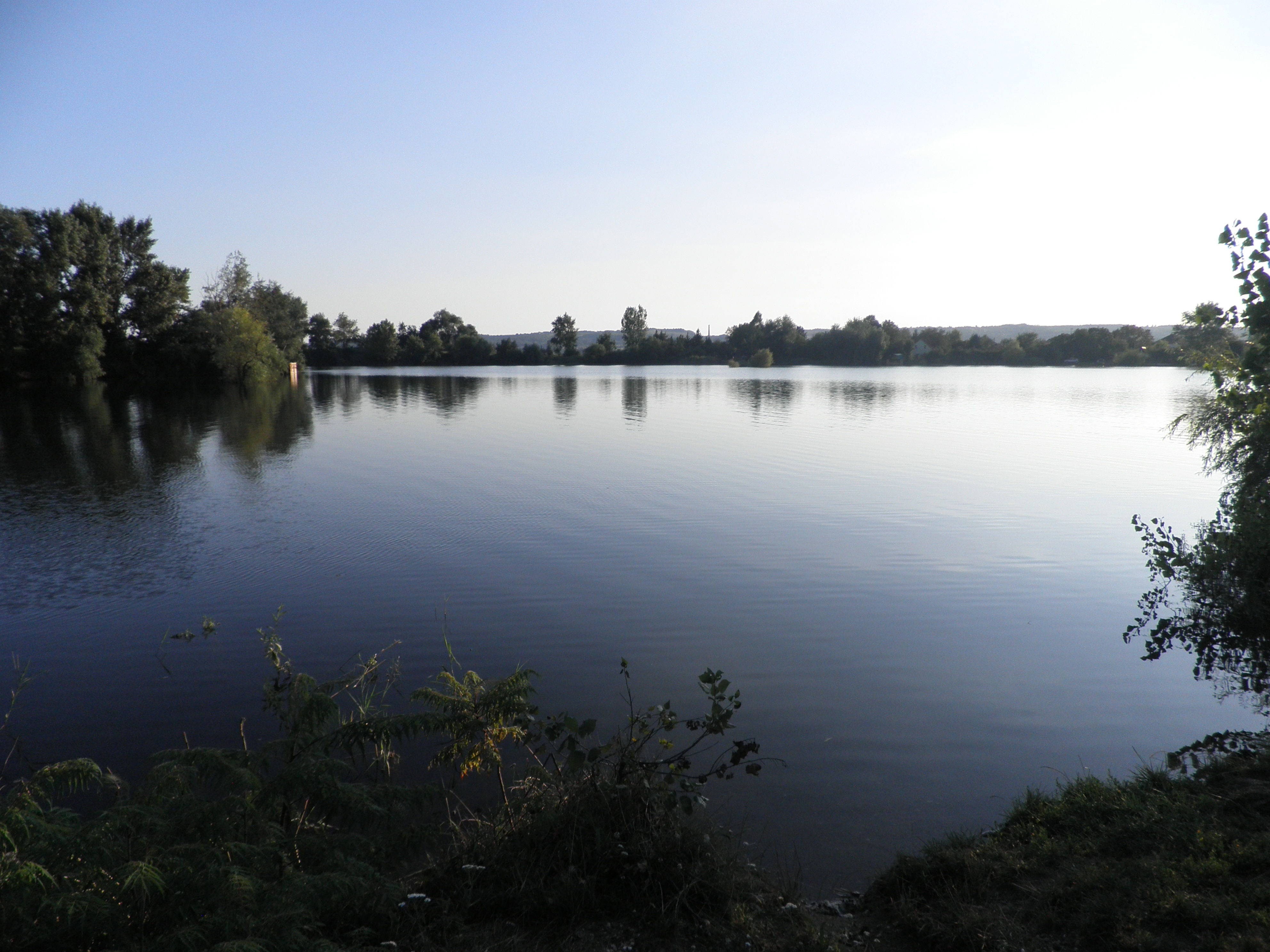
See in Kistokaj
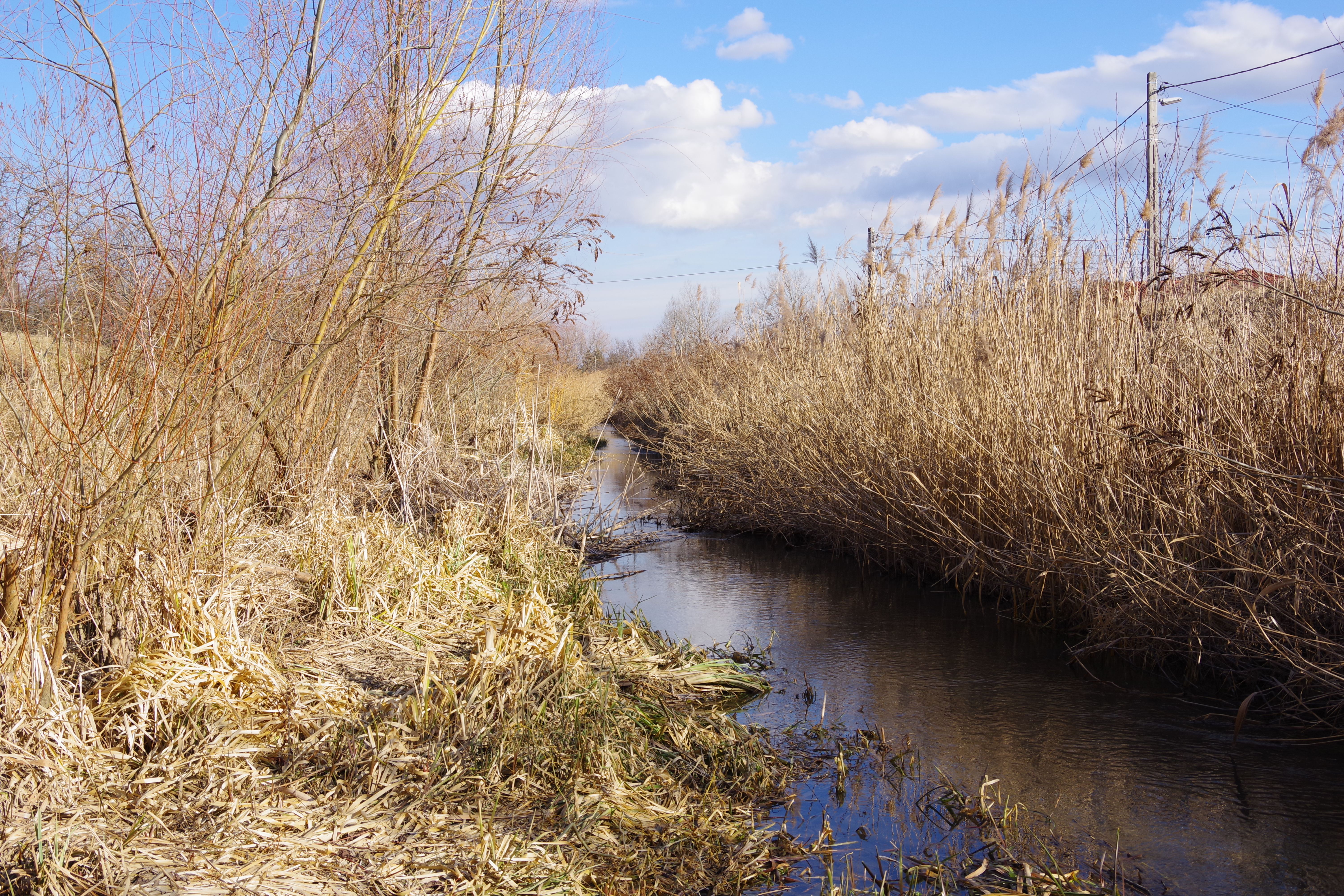
Der Fluss Hejő bei Kistokaj

## Verkehr
In Kistokaj treffen die Landstraßen Nr. 3603 und Nr. 3604 aufeinander. Die südwestlich der Gemeinde gelegene Bahnstation ist seit 2009 nicht mehr in Betrieb. Die nächstgelegenen Bahnhöfe befinden sich in Nyékládháza und Miskolc.